# Vladimir Vujović
Vladimir Vujović (Budva, 1982. július 23. –) montenegrói válogatott labdarúgó.

## Mérkőzései a montenegrói válogatottban
| #  | Dátum             | Ellenfél     | Eredmény | Kiírás              | Esemény |
| -- | ----------------- | ------------ | -------- | ------------------- | ------- |
| 1. | 2007. március 24. | Magyarország | 2 – 1    | barátságos mérkőzés | 87'     |
| 2. | 2007. június 1.   | Japán        | 0 – 2    | barátságos mérkőzés | 46'     |
| 3. | 2007. június 3.   | Kolumbia     | 0 – 1    | barátságos mérkőzés | 46' 49' |